# Lépidoptériste

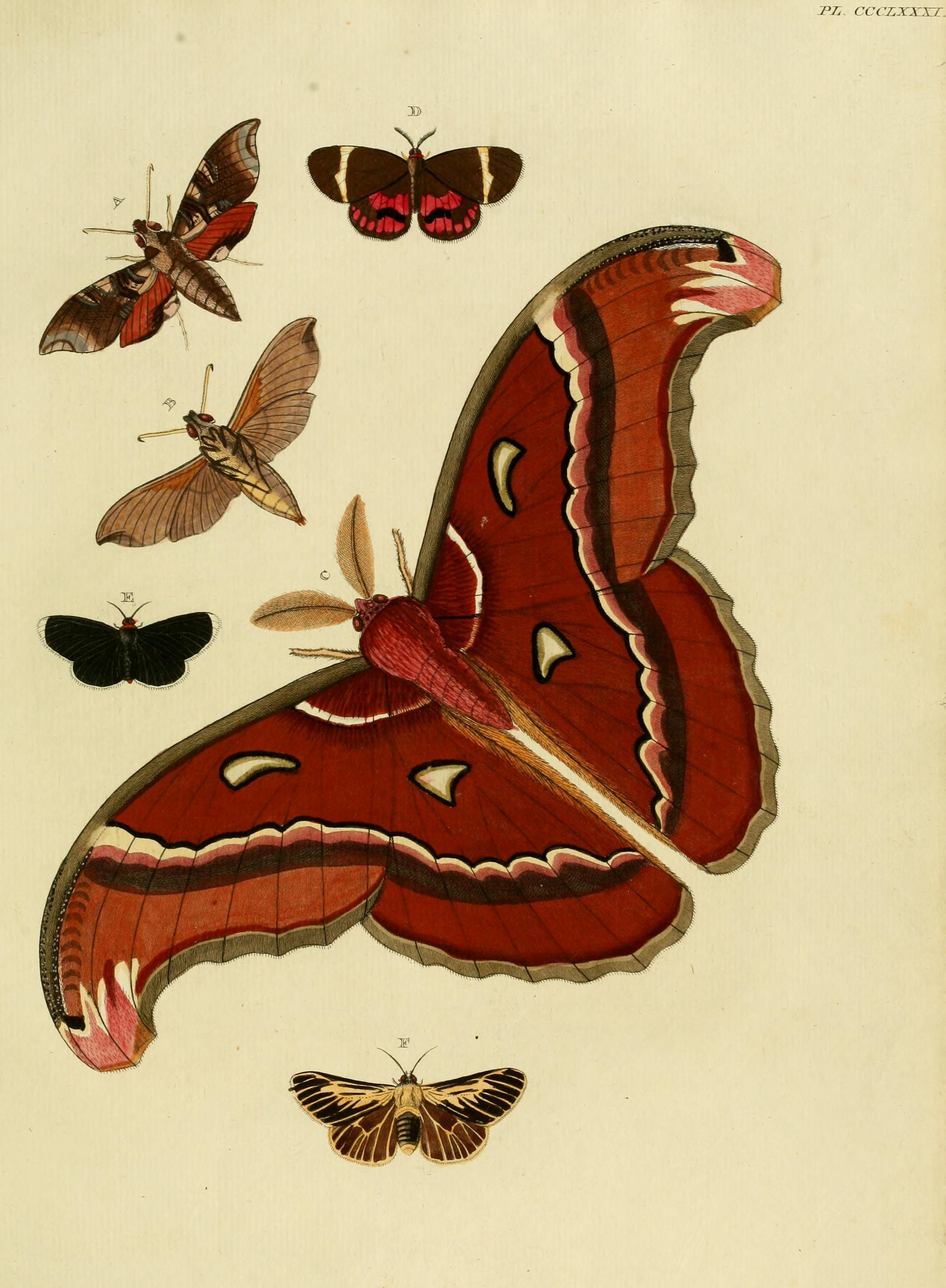

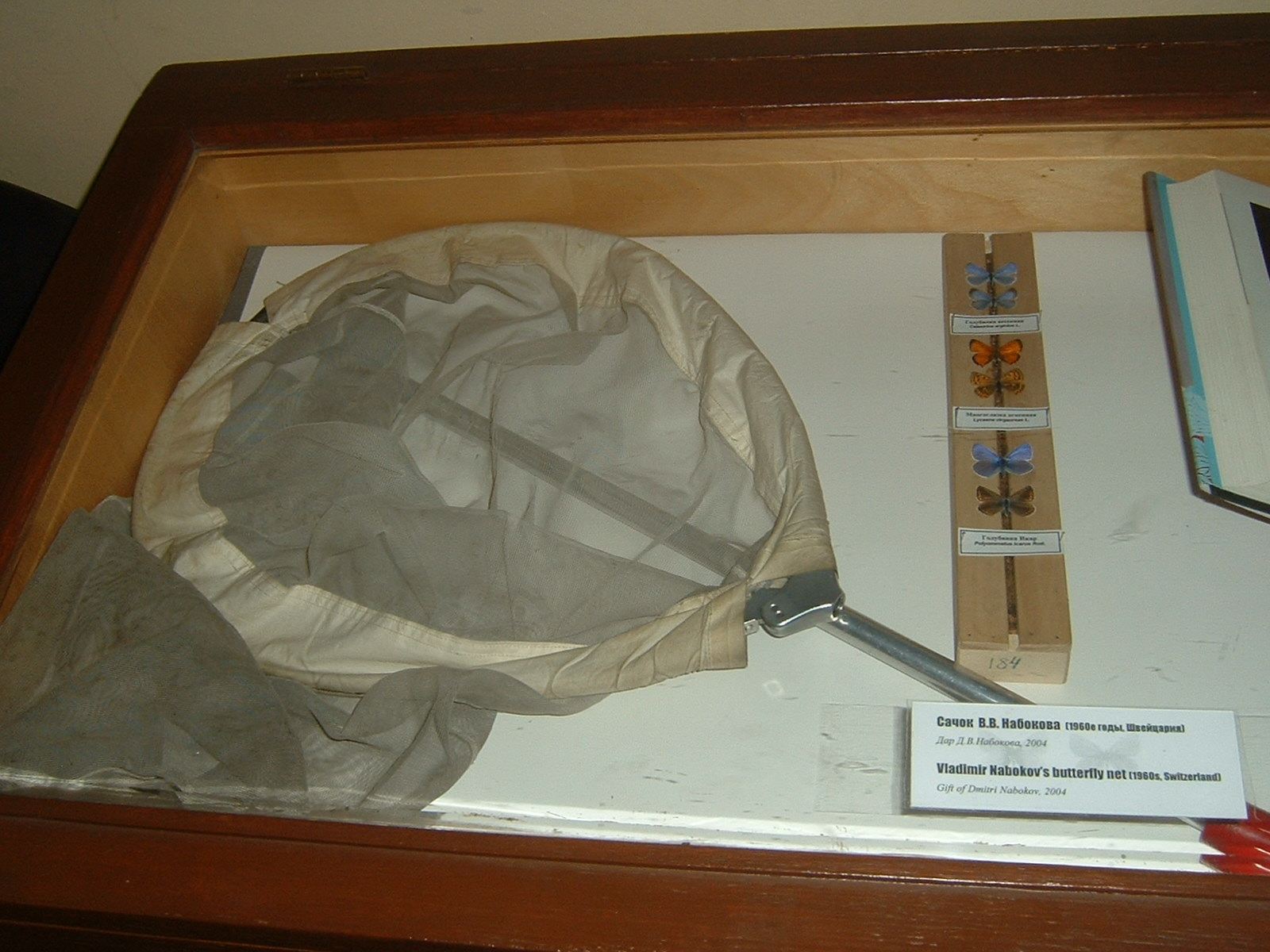
Le filet à papillon de Vladimir Nabokov, romancier et lépidoptériste

Un lépidoptériste est un spécialiste des lépidoptères. Le terme inclut aussi les amateurs qui capturent, collectent, étudient ou simplement observent les lépidoptères.

## Historique
L'accroissement du nombre de lépidoptéristes après la Renaissance peut être attribué à un intérêt croissant pour la science et la nature. Quand Carl von Linné écrivit la dixième édition du Systema Naturae en 1758, il y avait déjà une littérature substantielle sur l'histoire naturelle des lépidoptères.
Ils incluaient :
- Insectorum sive Minimorum Animalium Theatrum - Thomas Mouffet (1634)
- Metamorphosis Naturalis - Jan Goedart (1662–67 )
- Metamorphosis insectorum Surinamensium - Maria S. Merian (1705)
- Historia Insectorum - John Ray (1710)
- Papilionum Britanniae icones - James Petiver (1717)

## Lépidoptéristes célèbres
- Per Olof Christopher Aurivillius
- Robert Baden-Powell
- Jean-Baptiste Boisduval
- Otto Bremer
- Michael Denis
- Henry Doubleday
- Margaret Fountaine (1862-1940), lépidoptériste britannique
- Hans Fruhstorfer
- Frederick DuCane Godman
- Bernard Kettlewell
- John Henry Leech
- Edward Meyrick
- Vladimir Nabokov
- Hans Rebel
- Ignaz Schiffermüller
- Caspar Stoll
- James William Tutt
- Ruggero Verity

## Lépidoptéristes dans la fiction

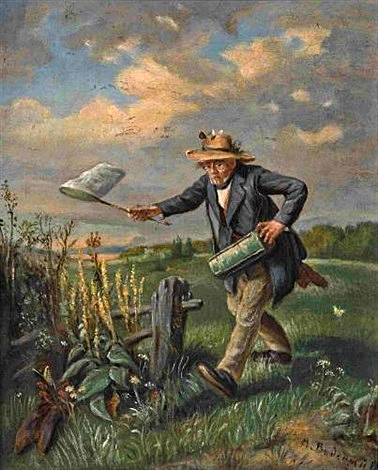
Le Chasseur de papillons, toile d'Alphons Bodenmüller, 1873.

- Le cousin Benedict dans le roman Un capitaine de quinze ans de Jules Verne (1878)
- Stein dans le roman Lord Jim de Joseph Conrad (1900)
- Stapleton dans le roman policier Le Chien des Baskerville d'Arthur Conan Doyle (1905)
- Un couple de lépidoptéristes amateurs dans la chanson La Chasse aux papillons de Georges Brassens, parue dans l'album La Mauvaise Réputation (1953)
- Red Jack dans le comics Doom Patrol (série, à partir de 1963)
- Frederick Clegg dans le roman L'Amateur de John Fowles (1963) dont sera tiré le film L'Obsédé réalisé par William Wyler (1965)
- Ada, qui rêve d'être lépidoptériste sur la planète imaginaire Antiterra dans le roman Ada ou l'Ardeur de Vladimir Nabokov (1969)
- Le professeur Maxime Lambert dans le roman Des vols de Vanessa de Georges Walter (1972)
- Le juge Holden dans le roman Méridien de sang de Cormac McCarthy (1985)
- Jame Gumb dans le roman Le Silence des agneaux de Thomas Harris (1988) qui donna le film Le Silence des agneaux réalisé par Jonathan Demme (1991)
- Mr. Doe et Mr. Cardholder dans la série animée américaine The Venture Bros. (à partir de 2003)
- Le professeur Ovid Byron dans le roman Dans la lumière de Barbara Kingsolver (2012)
- Harry Hart (également appelé Galahad) incarné par Colin Firth dans le film Kingsman : Le Cercle d'or